# Ahmet Topal
Ahmet Topal (* 21. Januar 1993 in Malatya) ist ein türkischer Fußballspieler, der derzeit für TKİ Tavşanlı Linyitspor spielt. Er ist der jüngere Bruder des türkischen Nationalspielers Mehmet Topal.

## Karriere
Topal begann mit dem Vereinsfußball in der Jugend von Malatya Belediyespor und wechselte 2010 in die Jugend von Istanbuler Spitzenklub Galatasaray. Ausschlaggebend für diesen Wechsel war die Tatsache, dass Topals älterer Bruder Mehmet Topal zu dieser Zeit für die Profimannschaft Galatasaray tätig war. 
Ahmet Topal blieb bis zum Frühjahr 2012 bei Galatasaray und wechselte anschließend mit einem Profivertrag ausgestattet zum Viertligisten Afyonkarahisarspor. Bei seinem neuen Verein gelang ihm auf Anhieb der Sprung in die Stammelf. Durch seine Leistungen wurden mehrere Vereine der höheren türkischen Ligen auf ihn aufmerksam. So wechselte Topal zum Sommer 2012 zum Zweitligisten TKİ Tavşanlı Linyitspor.